# ABBYY FineReader
FineReader — програма для оптичного розпізнавання символів, розроблена компанією ABBYY.
В травні 2017 року програма була включена до списку заборонених продуктів російських компаній.

## Можливості
Висока точність і швидкість перетворення документів
Програма швидко і з точністю розпізнає відскановані або сфотографовані документи, перетворюючи їх в електронні редаговані формати або PDF з можливістю пошуку. При розпізнаванні якісних документів швидкий режим збільшить швидкість на 40 % без шкоди для точності. А для чорно-білих документів можна використовувати також чорно-білий режим розпізнавання, який прискорить роботу ще на 30 %.
Свобода від передруку і переформатування документів
Завдяки технології Adaptive Document Recognition Technology, ABBYY FineReader 12 зберігає вихідну структуру багатосторінкових документів, включаючи розташування тексту, таблиць, колонтитулів, приміток, нумерацію сторінок, змісту, змісту та ін. Задати типи областей (Текст, Картинка, Таблиця і ін.) і вказати їх призначення, можна і вручну.
Швидкий доступ до необхідної інформації
FineReader забезпечує миттєвий доступ до сторінок документа, що сканується незалежно від його розміру. Щоб почати працювати з документом, вам не потрібно чекати, поки він розпізнається цілком.
Підтримка 190 мов
ABBYY FineReader 12 розпізнає документи на 190 мовах, в будь-яких комбінаціях.
Інструменти для поліпшення якості зображень документів
ABBYY FineReader 12 вміє справлятися як з спотвореннями, характерними для цифрових фотографій (трапецієподібні спотворення, викривлення рядка, цифровий шум, і так далі), так і з дефектами зображення, пов'язаними зі станом вихідних паперових документів (пожовклий від часу папір, рукописні позначки, штампи).
Перетворення в PDF-файли з можливістю пошуку
Програма перетворює зображення документів і PDF-файли, отримані зі сканера (без текстового шару), в формати, придатні для збереження в електронному архіві з можливістю пошуку: PDF з текстовим шаром або PDF/A.
Підтримка широкого спектра форматів збереження результатів
Програма підтримує широкий набір форматів для збереження документів, необхідних вам у роботі. Можна записати результати розпізнавання в файл або відправити їх відразу в додатки Microsoft Word, Excel, PowerPoint, OpenOffice Writer та ін.
Створення електронних книг в популярних форматах fb2, ePub
Програма підтримує збереження в найпопулярніші формати електронних книг (fb2 і ePub, також Kindle), це допоможе швидко зробити електронну копію для портативного пристрою — електронної книги, планшета, смартфона, і ін.

## Інтеграція з зовнішніми додатками
- Microsoft Word 2003 (11.0), 2007 (12.0), 2010 (14.0) і 2013 (15.0)
- Microsoft Excel 2003 (11.0), 2007 (12.0), 2010 (14.0) і 2013 (15.0)
- Microsoft PowerPoint 2003 (11.0) (з використанням Microsoft Office Compatibility Pack для форматів Word, Excel і PowerPoint 2007), 2007 (12.0), 2010 (14.0) і 2013 (15.0)
- Apache OpenOffice 3.4, 4.0
- Corel WordPerfect X5, X6
- Adobe Acrobat/Reader (8.0 і пізніше)

## Формати даних

### Вхідні формати файлів
- BMP
- PCX
- DCX
- JPEG, JPEG 2000
- JBIG2
- PNG
- TIFF
- PDF
- XPS (потрібно Microsoft .NET Framework 3.0 або 3.5)
- DjVu
- GIF

### Формати збереження файлів
Документи
- DOC
- DOCX
- XLS
- XLSX
- PPTX
- RTF
- PDF, PDF/A
- HTML
- CSV
- TXT
- ODT
- EPUB
- FB2
- DJVU

Зображення
- BMP
- TIFF
- PCX
- DCX
- JPEG
- JPEG 2000
- JBIG2
- PNG

### Типи штрихкодів
- Code 3 of 9
- Check Interleaved 2 of 5
- Check Code 3 of 9
- Matrix 2 of 5
- Code 3 of 9 without asterisk
- Postnet
- Codabar Industrial 2 of 5
- Code 93
- UCC-128
- Code 128
- UPC-A
- EAN 8
- UPC-E
- EAN 13
- PDF417
- IATA 2 of 5
- Aztec Code
- Interleaved 2 of 5
- Data Matrix
- QR code
- Patch code

## Версії
- Професійна версія — Версія для Microsoft Windows, призначена для індивідуальних користувачів та приватних підприємців
- Корпоративна версія — Версія для Microsoft Windows, призначена для малого і середнього бізнесу
- Pro версія для Mac — Macintosh версія для Mac OS X 10.7 і вище
- Он-лайн версія — Платна он-лайн версія FineReader[2]. Кожному новому зареєстрованому користувачеві надається можливість безкоштовно розпізнати 10 сторінок, та ще до 5 сторінок щомісяця. Більші кількості потребують придбання пакету відповідного об'єму.

## ABBYY FineScanner для iOS
ABBYY FineScanner для iOS — це додаток — «мобільний сканер», за допомогою якого можна створити електронну копію документа в форматах PDF і JPEG, а також розпізнати текст на зображенні (OCR) із збереженням форматування. Додаток обробляє односторінкові, так і багатосторінкові документи. За допомогою спеціальних фільтрів FineScanner поліпшує сфотографовані зображення та робить їх порівняної зі сканованими якості. Розпізнається текст будь-якою з 44 підтриманих мов. Підтримано 12 вихідних форматів файлів.

## Історія
Перша версія ABBYY FineReader була випущена у 1993 році.

## Нагороди
Влітку 2010 року FineReader Express Edition for Mac виграв головний приз у категорії «Найкраще професійне ПЗ» на церемонії вручення нагород Macworld Awards. 2011 року авторитетний американський журнал KMWorld назвав ABBYY FineReader Online сервісом, що задає тренд у розвитку індустрії.